# 圆瘤蚕
圆瘤蚕（学名：Travisiopsis lobifera）为盲蚕科瘤蚕属的动物。分布于大西洋、印度洋、太平洋，包括东海黑潮区、台湾海峡、南海等海域，属于热带和亚热带海区暖水种。